# Song Renzong

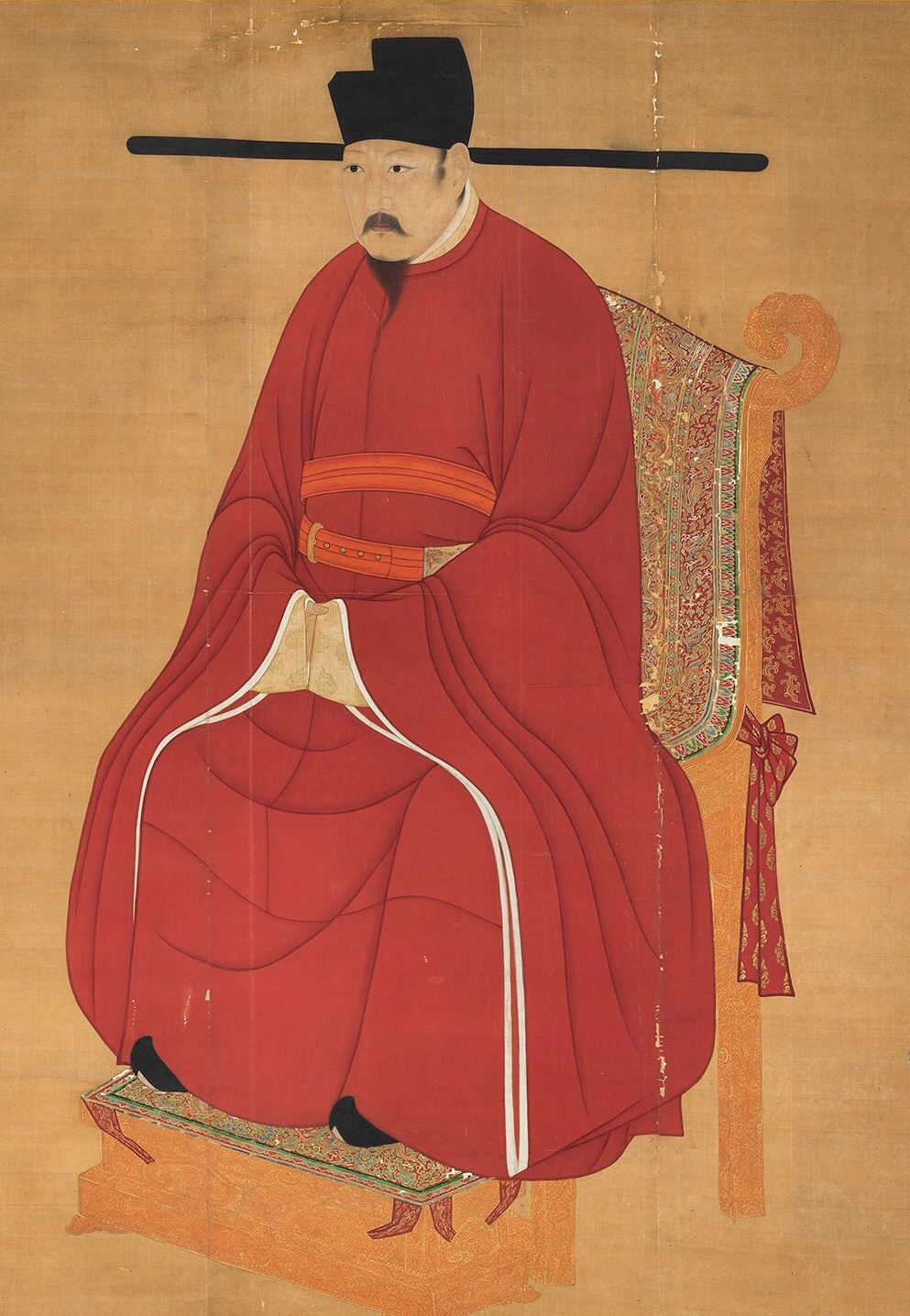
Emperador Renzong.

El emperador Renzong, cuyo nombre era Zhao Zhen (趙禎; 30 de mayo de 1010-30 de abril de 1063), fue el cuarto emperador de la dinastía Song de China. Reinó entre 1022 y 1063, y fue el hijo del emperador Zhenzong.
La política oficial de la dinastía Song en la época era el pacifismo, lo que causó un debilitamiento en la organización militar. Xia occidental(西夏) aprovechó este debilitamiento, organizando enfrentamientos a pequeña escala contra la China Song por sus fronteras.
Cuando Renzong llegó al poder, emitió decretos para fortalecer el ejército y pagó grandes montos al gobierno de la dinastía Liao (遼), adversario de Xia occidental, con la esperanza de garantizar la seguridad del Imperio Song. Sin embargo, estas políticas de Renzong fueron muy costosas. Se aumentaron los impuestos de forma importante por lo que se extendió la pobreza en el imperio, causando alzamientos por todo el país y la división del gobierno.
En 1054, astrónomos chinos registraron la explosión de SN 1054, una supernova.
Renzong murió sin dejar heredero en 1063.